# Calcio Portogruaro-Summaga 2012-2013
Questa voce raccoglie le informazioni riguardanti il Calcio Portogruaro-Summaga nelle competizioni ufficiali della stagione 2012-2013.

## Stagione
Il Portogruaro partecipa al campionato di Lega Pro Prima Divisione 2012-2013.

## Rosa
| N. |                   | Ruolo | Calciatore         |
| -- | ----------------- | ----- | ------------------ |
|    | Italia (bandiera) | P     | Marco Festa        |
|    | Italia (bandiera) | P     | Andrea Tozzo       |
|    | Italia (bandiera) | D     | Edoardo Blondett   |
|    | Italia (bandiera) | D     | Federico Chesi     |
|    | Italia (bandiera) | D     | Rosario Licata     |
|    | Italia (bandiera) | D     | Leonardo Moracci   |
|    | Italia (bandiera) | D     | Simone Patacchiola |
|    | Italia (bandiera) | D     | Andrea Pisani      |
|    | Italia (bandiera) | D     | Stefano Pondaco    |
|    | Italia (bandiera) | D     | Fabio Possagno     |
|    | Italia (bandiera) | D     | Filippo Santandrea |
|    | Italia (bandiera) | C     | Mario Coppola      |

| N. |                      | Ruolo | Calciatore              |
| -- | -------------------- | ----- | ----------------------- |
|    | Rep. Ceca (bandiera) | C     | Ondřej Herzán           |
|    | Svizzera (bandiera)  | C     | Alessandro Martinelli   |
|    | Italia (bandiera)    | C     | Gianluca Rolandone      |
|    | Italia (bandiera)    | C     | Aniello Salzano         |
|    | Italia (bandiera)    | C     | Gianluca Sampietro      |
|    | Italia (bandiera)    | C     | Giuseppe Zampano        |
|    | Italia (bandiera)    | A     | Cristian Altinier       |
|    | Italia (bandiera)    | A     | Simone Corazza          |
|    | Italia (bandiera)    | A     | Marco Cunico (capitano) |
|    | Italia (bandiera)    | A     | Carmine De Sena         |
|    | Italia (bandiera)    | A     | Andrea Magrassi         |
|    | Italia (bandiera)    | A     | Luca Orlando            |

## Calciomercato

### Sessione estiva(dal 1/7 al 31/8)
| Arrivi | Arrivi                | Arrivi         | Arrivi        |
| R.     | Nome                  | da             | Modalità      |
| ------ | --------------------- | -------------- | ------------- |
| P      | Andrea Tozzo          | Sampdoria      | prestito      |
| D      | Edoardo Blondett      | Sampdoria      | prestito      |
| D      | Rosario Licata        | Udinese        | prestito      |
| D      | Leonardo Moracci      | Todi           | definitivo    |
| D      | Simone Patacchiola    | Sampdoria      | prestito      |
| D      | Andrea Pisani         | Barletta       | fine prestito |
| D      | Giuseppe Zampano      | Sampdoria      | prestito      |
| C      | Ettore Franzoso       | Aurora Seriate | definitivo    |
| C      | Mirko Giacobbe        | Bassano        | fine prestito |
| C      | Alessandro Martinelli | Sampdoria      | prestito      |
| C      | Gianluca Rolandone    | Bellaria       | definitivo    |
| C      | Gianluca Sampietro    | Sampdoria      | prestito      |
| A      | Moreno Beretta        | Sampdoria      | prestito      |
| A      | Simone Corazza        | Sampdoria      | prestito      |
| A      | Andrea Magrassi       | Sampdoria      | prestito      |

| Cessioni | Cessioni           | Cessioni | Cessioni      |
| R.       | Nome               | a        | Modalità      |
| -------- | ------------------ | -------- | ------------- |
| P        | Michele Mion       |          | svincolato    |
| P        | Francesco Rossi    |          | svincolato    |
| D        | Andrea Adamo       | Palermo  | fine prestito |
| D        | Errico Altobello   | Bari     | fine prestito |
| D        | Giuseppe Bognanni  |          | svincolato    |
| D        | Dario Fedi         | Fondi    | definitivo    |
| D        | Edoardo Lorenzini  | Bassano  | fine prestito |
| D        | Alessandro Radi    | Gubbio   | definitivo    |
| D        | Riccardo Regno     | Livorno  | fine prestito |
| C        | Andrea D’Amico     | Catania  | fine prestito |
| C        | Crescenzo Liccardo | Napoli   | fine prestito |
| C        | Matteo Lunati      |          | rescissione   |
| A        | Davide Luppi       | Sassuolo | fine prestito |

### Sessione invernale(dal 3/1 al 31/1)
| Acquisti | Acquisti          | Acquisti   | Acquisti   |
| R.       | Nome              | da         | Modalità   |
| -------- | ----------------- | ---------- | ---------- |
| P        | Marco Festa       | Mantova    | prestito   |
| D        | Fabio Possagno    | Sutton Utd | svincolato |
| A        | Cristian Altinier | Benevento  | prestito   |
| A        | Luca Orlando      | Paganese   | definitivo |

| Cessioni | Cessioni          | Cessioni       | Cessioni      |
| R.       | Nome              | a              | Modalità      |
| -------- | ----------------- | -------------- | ------------- |
| P        | Andrea Bavena     | Mantova        | definitivo    |
| A        | Moreno Beretta    | Sampdoria      | fine prestito |
| C        | Ettore Franzoso   | Aurora Seriate | definitivo    |
| A        | Luigi Della Rocca | Carpi          | definitivo    |

## Risultati

### Lega Pro Prima Divisione

#### Girone di andata
| 2 settembre 2013 1ª giornata |  | – turno di riposo |  |  |

| Arbitro: | Pezzuto |

|            |           |           |
| Baraye 56’ | Marcatori | 68’ Rocca |

| Arbitro: | Ros |

|                       |           |  |
| Rocca 62’ Corazza 66’ | Marcatori |  |

| Arbitro: | Fanton |

|            |           |             |
| Pisani 44’ | Marcatori | 79’ Corazza |

| Arbitro: | Spinelli |

|                       |           |          |
| Rocca 21’ Corazza 41’ | Marcatori | 59’ Sole |

| Treviso 7 ottobre 2012, ore 15:00 6ª giornata | Treviso  | 0 – 0 referto | Portogruaro-Summaga | Stadio Omobono Tenni (1.570 spett.)\| Arbitro: \| Melidoni \| |
| Arbitro:                                      | Melidoni |               |                     |                                                               |

| Arbitro: | Losito |

|             |           |              |
| Moracci 79’ | Marcatori | 68’ Cogliati |

| Arbitro: | Maresca |

|  |           |                 |
|  | Marcatori | 78’ Patacchiola |

| Arbitro: | Aureliano |

|           |           |           |
| Rocca 44’ | Marcatori | 35’ Abate |

| Arbitro: | Sacchi |

|                   |           |                 |
| Piá 28’ Vanin 61’ | Marcatori | 19’ Patacchiola |

| Arbitro: | Fiore |

|             |           |            |
| Corazza 60’ | Marcatori | 66’ Marchi |

| Arbitro: | Adduci |

|                           |           |                |
| Bracaletti 10’ Tarana 83’ | Marcatori | 13’, 90’ Rocca |

| Arbitro: | Serra |

|             |           |                                        |
| Corazza 73’ | Marcatori | 43’ Corradi 48’ Belotti 55’, 75’ Cissé |

| Arbitro: | Baroni |

|                        |           |             |
| Rossi 11’ Matteini 25’ | Marcatori | 37’ Moracci |

| Arbitro: | D'Angelo |

|  |           |                         |
|  | Marcatori | 22’ Carlini 71’ Marotta |

| Arbitro: | Cifelli |

|             |           |  |
| Bocalon 87’ | Marcatori |  |

| Arbitro: | Giovani |

|                       |           |                       |
| Corazza 43’ Rocca 55’ | Marcatori | 14’ Beretta 80’ Colli |

#### Girone di ritorno
| 6 gennaio 2012 18ª giornata |  | – turno di riposo |  |  |

| Arbitro: | Melidoni |

|                |           |             |
| Rocca 16’, 65’ | Marcatori | 58’ Pintori |

| Carpi 20 gennaio 2013, ore 14:30 20ª giornata | Carpi     | 0 – 0 referto | Portogruaro | Stadio Sandro Cabassi (1.000 spett.)\| Arbitro: \| Bietolini \| |
| Arbitro:                                      | Bietolini |               |             |                                                                 |

| Arbitro: | Ceccarelli |

|                         |           |                              |
| Coppola 32’ Corazza 77’ | Marcatori | 17’ Mendicino 61’ Donnarumma |

| Arbitro: | Piccinini |

|                        |           |  |
| Capellini 11’ Coda 33’ | Marcatori |  |

| Arbitro: | Illuzzi |

|                            |           |  |
| Patacchiola 80’ Cunico 90’ | Marcatori |  |

| Arbitro: | Pierro |

|                |           |  |
| Bortolotto 38’ | Marcatori |  |

| Arbitro: | Guccini |

|             |           |  |
| Altinier 7’ | Marcatori |  |

| Trapani 10 marzo 2013, ore 14:00 26ª giornata | Trapani | 0 – 0 referto | Portogruaro | Stadio Polisportivo Provinciale (3.400 spett.)\| Arbitro: \| Tardino \| |
| Arbitro:                                      | Tardino |               |             |                                                                         |

| Portogruaro 17 marzo 2013, ore 14:30 27ª giornata | Portogruaro | 0 – 0 referto | Lecce | Stadio Pier Giovanni Mecchia (600 spett.)\| Arbitro: \| Maresca \| |
| Arbitro:                                          | Maresca     |               |       |                                                                    |

| Arbitro: | Colarossi |

|                       |           |              |
| Tacchio 20’ Russo 34’ | Marcatori | 47’ Altinier |

| Arbitro: | Baldicchi |

|              |           |             |
| Altinier 22’ | Marcatori | 90’ Moracci |

| Arbitro: | Serra |

|                                       |           |  |
| Maietti 39’ Regonesi 51’ Girasole 65’ | Marcatori |  |

| Arbitro: | Cifelli |

|  |           |               |
|  | Marcatori | 72’ Ardizzone |

| Cremona 28 aprile 2013, ore 15:00 32ª giornata | Cremonese | 0 – 0 referto | Portogruaro | Stadio Giovanni Zini (1.700 spett.)\| Arbitro: \| Oliveri \| |
| Arbitro:                                       | Oliveri   |               |             |                                                              |

| Arbitro: | Saia |

|             |           |  |
| Orlando 88’ | Marcatori |  |

| Arbitro: | Colarossi |

|                            |           |                                     |
| Romero 49’ Mangiarotti 72’ | Marcatori | 56’ Cunico 60’ Altinier 65’ Pondaco |

#### Play-out
| Arbitro: | Pezzuto |

|                |           |            |
| Bortolotto 87’ | Marcatori | 16’ Cunico |

| Arbitro: | Maresca |

|             |           |                             |
| Orlando 65’ | Marcatori | 12’ Arrigoni 80’ Bortolotto |

### Coppa Italia
| Portogruaro 4 agosto 2012, ore 19:00 1ª giornata | Portogruaro-Summaga | 3 – 1 referto | Cosenza | Stadio Pier Giovanni Mecchia |

| Ascoli Piceno 12 agosto 2012, ore 20:30 2ª giornata                   | Ascoli    | 2 – 1 referto | Portogruaro-Summaga | Stadio Cino e Lillo Del Duca |
| \| \| \| \| \| Scalise 79’ Soncin 102’ \| Marcatori \| 63’ Corazza \| |           |               |                     |                              |
|                                                                       |           |               |                     |                              |
| Scalise 79’ Soncin 102’                                               | Marcatori | 63’ Corazza   |                     |                              |